# Scelta della nazione organizzatrice della fase finale del campionato europeo maschile di calcio 2016

## Requisiti delle candidate
Il 25 settembre 2008 la UEFA ha esteso il torneo continentale da 16 a 24 squadre, a partire dalla edizione del 2016.
L'esperienza dei Mondiali dal 1982 al 1994 mostra come siano necessari dai 9 ai 12 stadi per ospitare una competizione di questo tipo (12 sarebbe il numero ideale). Questa grande ed estesa richiesta di stadi da costruire o ristrutturare tende a favorire la candidatura di grandi Paesi o la candidatura congiunta di due nazioni di medie dimensioni.
L'UEFA ha reso più selettivo il processo di candidatura. In una prima fase i Paesi interessati inviano una dichiarazione di intenti poi l'UEFA valuta i possibili candidati e scarta quelli ritenuti non idonei. La seconda fase prevede l'invio di una candidatura ufficiale e l'inizio del processo di selezione con le stesse modalità degli altri anni.
La scelta della nazione che organizzerà il torneo continentale è stata effettuata il 28 maggio 2010.

## Candidature
Candidatura ufficiale
     Candidatura ritirata
     Ipotesi di candidatura non confermata

Candidatura ufficiale
Candidatura ritirata
Ipotesi di candidatura non confermata

I Paesi interessati a presentare la propria candidatura all'UEFA per l'organizzazione del campionato continentale, hanno dovuto consegnare una lettera di intenti entro il 9 marzo 2009. Il 24 marzo 2009 l'UEFA ha ufficializzato le quattro candidature, poi ridottesi a tre.  Il 15 febbraio 2010 sono stati consegnati i documenti ufficiali di candidatura.
Queste le candidature ufficiali:

### Francia
La federazione francese ha ufficializzato la propria candidatura il 13 febbraio 2009
La candidatura prevede l'uso dei seguenti stadi:
Stadi da ammodernare:
- Saint-Denis - Stade de France, capacità attuale 81.338 (UEFA Elite)
- Marsiglia - Stadio Vélodrome, capacità attuale 60.013 (pianificato aumento a 70.000)
- Lens - Stadio Félix Bollaert, capacità attuale 41.809 (pianificato aumento a 50.000)
- Parigi - Parco dei Principi, capacità attuale 48.713
- Saint-Étienne - Stadio Geoffroy Guichard, capacità attuale 35.616 (pianificato aumento a 42.000)
- Tolosa - Stadium Municipal, capacità attuale 35.472 (pianificato aumento a 40.000)
- Strasburgo - Stadio della Meinau, capacità attuale 29.320 (pianificato aumento a 36.000)
- Nancy - Stadio Marcel Picot, capacità attuale 20.087 (pianificato aumento a 35.000)

Stadi nuovi:
- Lione - OL Land, capacità 62.500
- Villeneuve-d'Ascq (Lilla) - Stade Borne de l'Espoir, capacità 50.000
- Bordeaux - A sostituzione dello Stadio Jacques Chaban-Delmas, capacità 42.000
- Nizza - A sostituzione dello Stade du Ray, capacità 40.000

### Italia
Durante il consiglio federale del 29 gennaio 2009 la FIGC ha deciso di presentare all'UEFA una dichiarazione di intenti per l'organizzazione di Euro 2016
Le città individuate dal comitato promotore sono:
- Bari - Stadio San Nicola, ristrutturazione e adeguamento alle norme UEFA, riduzione della capacità a circa 45.000 posti[9];
- Cagliari - Karalis Arena, nuovo impianto (si presume ai 33.000 posti)[10]
- Cesena - Stadio Dino Manuzzi, riqualificazione e copertura totale, capacità prevista 31.597 (attuale 23.929)[11];
- Firenze - Stadio Artemio Franchi, restyling dello stadio oppure nuovo impianto[12]
- Milano - Stadio Giuseppe Meazza, capacità 80.000 (UEFA Elite Stadium);
- Napoli - Stadio San Paolo, ristrutturazione completa[13]
- Palermo - nuovo impianto al posto dello Stadio Renzo Barbera[14]
- Parma - Stadio Ennio Tardini, riqualificazione e copertura totale, adeguamento alla capienza minima di 30.000 (capacità attuale 27.906)[15]
- Roma - Stadio Olimpico, capacità 72.700 (UEFA Elite Stadium);
- Torino - Juventus Stadium, capacità 41.000 (UEFA Elite Stadium);
- Udine - Stadio Friuli, capacità 25.144 nuovo impianto;  [16][17]
- Verona - Stadio Marcantonio Bentegodi, ristrutturazione e adeguamento alle norme UEFA[18] (capacità attuale 39.300 circa).

### Turchia
La federazione turca ha consegnato la lettera di intenti alla UEFA il 7 febbraio 2009.
La candidatura prevede l'uso dei seguenti stadi:
- Ankara - Nuovo stadio da costruire; capacità ipotizzata: 70.000
- Antalya - Nuovo stadio da costruire; capacità ipotizzata: 45.000
- Bursa - Nuovo stadio da costruire; capacità: 45.000
- Eskişehir - Nuovo stadio da costruire; capacità: 55.000
- İstanbul
  - Stadio Olimpico Atatürk (ipotizzato per la finale), da ristrutturare per avere la copertura completa; capacità: 83.000 (UEFA Elite Stadium)
  - Türk Telekom Arena (altra ipotesi per la finale), all'epoca da costruire; capacità: 58.647 (UEFA Elite Stadium)
- Smirne - Nuovo stadio da costruire; capacità ipotizzata: 61.500
- Kayseri - Stadio Kadir Has, pronto; capacità: 40.864
- Konya - Nuovo stadio in costruzione;Yeni Konyaspor Stadı capacità ipotizzata: 50.000

e come stadi di backup:
- Adana - Nuovo stadio da costruire; capacità ipotizzata: 30.000
- Trebisonda - Nuovo stadio da costruire; capacità ipotizzata: 40.000
- Şanlıurfa - stadio da ristrutturare; capacità: 30.000

## Candidature ritirate
- Norvegia -  Svezia Le federazioni svedese e norvegese presentarono una candidatura congiunta il 26 febbraio 2009[21] ma, a seguito del rifiuto dei rispettivi governi a concedere fondi pubblici per l'organizzazione della manifestazione, si sono viste costrette a ritirare la propria candidatura[22][23].
- Scozia -  Galles Inizialmente data come certa, la candidatura delle federazioni scozzese e gallese è stata ritirata ufficialmente il 2 marzo 2009, principalmente a seguito della difficoltà nell'allestire un torneo a 24 squadre, soprattutto in un periodo di crisi economica[24][25]. Era stata ventilata anche una candidatura della Scozia con l'Irlanda del Nord.

## Assegnazione
Inizialmente sono giunte alla UEFA tre candidature per ospitare i Campionati Europei 2016.
La candidatura dell'Italia è stata scartata con 23 voti.
| Nazione | Voti |
| ------- | ---- |
| Francia | 43   |
| Turchia | 38   |
| Italia  | 23   |

Nella seconda fase la Francia viene scelta come nazione ospitante per un solo voto, battendo l'altra candidata, la Turchia.
| Nazione | Voti |
| ------- | ---- |
| Francia | 7    |
| Turchia | 6    |

La commissione votante era composta dai seguenti 13 membri:
1. Geoffrey Thompson (secondo vicepresidente, ha votato al posto di Michel Platini perché la Francia era candidata)
2. Ángel María Villar Llona
3. Marios N. Lefkaritis
4. Joseph Mifsud
5. Allan Hansen
6. František Laurinec
7. Avraam Luzon
8. Gilberto Madail
9. Mircea Sandu
10. Hrihorij Surkis
11. Michael Van Praag
12. Liutauras Varanavičius
13. Theo Zwanziger